# Ahupua'a

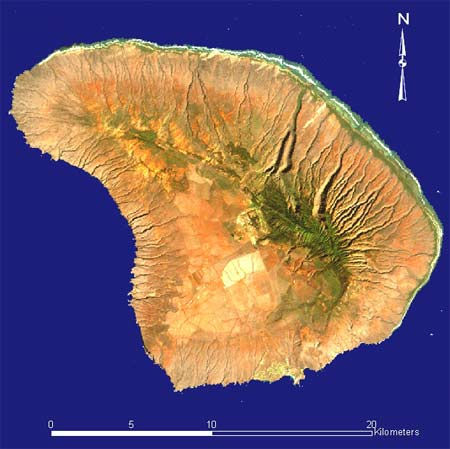
Vista Satelital.

El Ahupua'a es una división tradicional de las tierras en el archipiélago de las Hawái. En las islas más antiguas de O'ahu y Kaua'i, a menudo fueron definidos por la porción de tierra desde la cima de la montaña local (volcán) a la costa, siguiendo los bancos de una corriente de agua (arroyo). Sin embargo en la isla de Hawái en las tierras más jóvenes de "Kona" no están delimitadas por las corrientes de agua. La lluvia cae sobre los suelos porosos de la lava y escurre en laminas y drena rápidamente debajo de la superficie. En Kona, el "ahupua'a" es rectangular, no tiene forma de empanada, porque no se forman alrededor de corrientes de agua.

## Etimología
Ahupuaʻa deriva del hawaiano ahu, significando: "montón" o "apilamiento", y puaʻa, cerdo. 
Los límites de los "ahupua'a" fueron marcados con apilamientos de piedras, y altares encima de los cuales estaba la cabeza tallada de un cerdo, hecho a menudo de la madera de kukui.

## ElAhupua'aen la actualidad
En la isla de Hawái hay unos 600 "ahupua'a". En las zonas donde hay escasez de recursos naturales, el "ahupua'a" es más amplio, hasta 5 millas de ancho en la costa. Donde están en abundancia los recursos, como en el caso de Kona, el "ahupua'a" es estrecho, muchos menos de un cuarto de milla de anchura. 
El jardín botánico Jardín Etnobotánico Amy B. H. Greenwell está ubicado en el "ahupua'a" de Kealakekua. Kealakekua a menudo se traduce como "camino de dios". La línea de costa del "ahupua'a" es parte integrante de la famosa bahía de Kealakekua. Sobre la bahía en tiempos anteriores al contacto con los extranjeros se encontraban muchas granjas productivas y una gran zona de bosque de meseta. Muchos personajes históricos tales como Kamehameha y su esposa Ka'ahumanu vivieron en este "ahupua'a". 